# Bataille de Courcelle-lès-Gisors
Conflit entre Capétiens et Plantagenêts
Batailles
- Fréteval (1194)
- Gisors (1198)
- Châlus-Chabrol (1199)

- Mirebeau (1202) (en)
- Château-Gaillard (1203-1204)
- Rouen (1204)

- Damme (navale) (1213)
- Damme (terrestre) (1213)
- La Roche-aux-Moines (1214)
- Bouvines (1214)

- Lincoln (1217)
- Douvres (1217)
- Sandwich (1217)

- La Rochelle (1224)

- Taillebourg (1242)

La bataille de Courcelles-lès-Gisors est une escarmouche opposant les armées française et anglo-normande à Courcelles-lès-Gisors, aujourd'hui dans le département de l'Oise et la région Hauts-de-France, survenue le 27 septembre 1198 lors de la lutte qui a opposé Richard Cœur de Lion et Philippe Auguste, de 1194 à la mort de Richard en avril 1199. Le conflit entre les deux rois avait redémarré à la suite de l'expiration d'une première trêve qui n'avait pas été respectée. Les deux rois avaient envahi et pillé le territoire de l'autre, ce dont avaient souffert les populations locales.

## Bataille
En 1198, Richard s'enfonce au cœur du territoire français et s'empare de plusieurs châteaux, dont le château de Courcelles et la forteresse de Burris. Philippe Auguste réagit et se met en marche pour reconquérir Courcelles. Il prend la route depuis Mantes avec une armée de 300 chevaliers auxquels se joignent des soldats à pied et des paysans. Lorsque l'armée française, supérieure en nombre, change de direction et se dirige vers Gisors, elle tombe nez à nez avec les forces anglo-normandes. Une bataille féroce s'engage. Philippe Auguste manque de se faire tuer. Chargeant à la tête d'un régiment de cavalerie, il aurait déclaré : « Non, je ne fuirai pas devant mon vassal ».
L'armée de Richard défait celle de Philippe, capturant de nombreux chevaliers et chevaux,,. Les Français prennent la fuite pour aller se réfugier à Gisors. Alors qu'ils franchissent un pont enjambant l'Epte celui-ci s'effondre sous leur masse. Le roi de France est parmi ceux qui tombent dans la rivière. Alors que le roi lutte pour sa vie, ses troupes parviennent à le tirer hors de l'eau.

## Conséquences
Malgré leur victoire, les Anglo-Normands ne parviennent pas ensuite à exploiter leur avantage. La forteresse de Gisors, notamment, reste aux mains des français. Après la bataille, la guerre s'enlise. Les deux souverains concluent finalement une nouvelle trêve temporaire à Vernon en 1199.

## Postérité
Avant la bataille de Courcelles-lès-Gisors, Richard aurait adopté comme devise, « Dieu et mon droit », ce qui permettait de distinguer les amis des adversaires et démontrait son refus de prêter serment au roi de France. Par ce slogan, il s'affirmait comme le souverain légitime devant Dieu de la Normandie, de l'Aquitaine et de l'Anjou.